# Jardín Botánico de Murcia
El Jardín Botánico de Murcia o Jardín Botánico del Malecón que en sus principios formaba parte del Instituto Provincial de Segunda Enseñanza de Murcia (actualmente Instituto de Educación Secundaria Alfonso X el Sabio), es uno de los pocos jardines de los institutos históricos españoles que han sobrevivido hasta nuestros días junto con el del Instituto de Burgos. En su momento este espacio educativo fue considerado como uno de los mejores del país y todavía conserva algunos de los ejemplares que sirvieron para la enseñanza de la botánica. A lo largo del siglo XIX y principios del XX los catedráticos de Historia Natural y Agricultura destacaron por su actividad ligada al desarrollo de los respectivos gabinetes de esas materias, atesorando excelentes colecciones de plantas y un valioso material científico-pedagógico.
Durante 119 años el Jardín Botánico estuvo vinculado al Instituto Provincial de Murcia, fue lugar de práctica de las cátedras de Agricultura y de Historia Natural.  En la historia del jardín destacan los catedráticos José Echegaray, Ángel Guirao Navarro, excelente botánico y profesor de historia natural, Francisco Cánovas Cobeño y Tomás Museros, profesor de agricultura.

## Historia
El Jardín Botánico surge en el siglo XIX, en principio como un pequeño huerto asociado a la Cátedra de Agricultura dirigida por José Echegaray Lacosta (padre de José Echegaray Eizaguirre). Los terrenos de este espacio para la enseñanza de la agricultura y la botánica ocupó lo que fue el huerto del desaparecido convento de los Franciscanos. Por la Real Orden de 27 de diciembre de 1835 se dispuso la cesión del huerto a la Cátedra de la Real Sociedad Económica de Amigos del País que luego pasaría a formar parte del Instituto Provincial. El lugar quedó finalmente vinculado al Instituto debido al tesón del Claustro del Instituto y especialmente del prof. Echegaray.

### Espacio para la Agricultura
Echegaray como responsable de la cátedra informaba al Ayuntamiento de que a pesar del escaso espacio de terreno que se destinó para los ensayos agronómicos, de carecer de un jardinero y de otras vicisitudes, se pudieron cultivar vegetales como la caña dulce, el añil y el algodón para ver si eran preferibles a otros cultivos tradicionales de la huerta. Se realizaron experiencias agrícolas empleando medios para destruir los insectos que devoraban la alfalfa. Se consiguió producir seda de gusano criado con una morera de muchos tallos de la que había más de 200 pies; trigos y cebada, y una infinidad de plantas con aplicación a las artes y a la medicina.

### Ángel Guirao Navarro y el desarrollo del Jardín Botánico

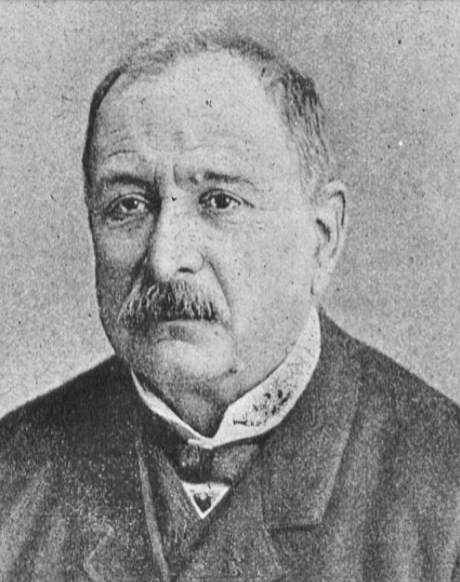
Ángel Guirao

Tras la partida de José Echegaray a Madrid, el recinto llamado por aquel entonces como el Botánico estuvo bajo la administración de la Junta Provincial de Agricultura desde 1848. Fue entonces cuando Ángel Guirao fue elegido vocal de dicha Junta y responsable del campo de cultivo. Entre las actividades desarrolladas por Guirao estuvo la distribución para los agricultores de semillas y plantas de adorno procedentes de este Jardín, donde se aclimataban y se hacían ensayos agronómicos con semillas recibidas de Francia, Bélgica y otros puntos. Guirao apoyaba sus clases prácticas de botánica con un pequeño jardín costeado y sostenido por él, con probabilidad en estos terrenos de la Junta de Agricultura. En 1863 se produjo la devolución oficial del Jardín Botánico al Instituto y se consiguió la plena adquisición del jardín, haciéndose muchas mejoras y construyendo un estanque e invernaderos, con la instalación de una estufa inglesa para los mismos. funcionando a pleno rendimiento como campo de prácticas para la enseñanza de la Historia Natural y la Agricultura, en consonancia plena con las directrices del Rector de Valencia, Guirao amplió el Jardín del Instituto y ocupó todo el terreno posible. El Jardín Botánico de la Universidad de Valencia aportó semillas y plantas al incipiente de Murcia. 
En el Jardín del Instituto de Murcia se llevaron a cabo distintas clases de plantaciones, según hemos sabido por las Memorias de esta institución. Por medio de los exámenes de los peritos agrimensores de tierras tenemos varias descripciones del Jardín, con el reconocimiento, medición y levantamiento del plano de la finca. En los ejercicios se indicaba que había un huerto llamado Jardín Botánico del Instituto Provincial de Murcia cuyos límites eran: al levante las posadas del Malecón, al mediodía el Paseo del Malecón con la puerta principal, al poniente un huerto particular y al norte el huerto de las monjas isabelas y la calle del Mesón, donde había otra puerta de acceso al Jardín. El estudiante Francisco Alonso y Ruiz decía en su examen que la finca tenía una cabida de “72 áreas, 58 centiáreas y 75 decímetros equivalente a 5 tahúllas, 4 octavas y 17 brazas. De estas tahúllas la mitad está plantada de berenjenas, dos variedades de flores y el resto de barbecho y paseos. Conteniendo además tres moreras, cuatro palmeras, cuatro melocotoneros, un plátano, una magnolia, tres perales, once pereteros, ocho higueras, cuatro albaricoqueros, ocho granados, cuatro acacias, un níspero y veinte y seis cipreses”.
Las memorias del Instituto Provincial ofrecen gran información de las incorporaciones y las mejoras que se van realizando en el Jardín Botánico. Se indicaba en el curso de 1883/84 que el Jardín estaba formado por numerosas y preciadas especies remitidas por el Jardín Botánico de Valencia: “especial atención del fomento del estado del Jardín Botánico nutrido de numerosas y preciadas especies remitidas por el Jardín Botánico de Valencia que de esta manera procura llenar la misión que le está encomendada, propagando cuanto se puede contribuir a ensanchar los límites de la enseñanza de la botánica en nuestro país y a cuyo centro debemos y tributamos sincera expresión de reconocimiento”. Se construyeron tres invernaderos y se compraron numerosas plantas y cincuenta tarjetones de zinc para el cultivo de plantas y para su reposición se compró una partida de macetas de alfarería y se adquirió un generador de vapor, de plancha de cobre con un caballo de fuerza para alimentar un termosifón, además de una estufa inglesa con tres metros de chimenea para el invernadero de plantas tropicales. 
Las puertas de los recintos botánicos solían estar ornamentadas, en el caso del Jardín del Instituto era una puerta modesta que daba al Paseo del Malecón, las Memorias dan noticia de su reparación durante el curso entre 1890 y 1891. Según el secretario del centro, el profesor García Calvo, se realizaron obras en el Jardín Botánico por lo que pasó “en pocos años a la condición de uno de los más notables, si no el que más, entre los de Instituto”. En el curso 1890-91 se construye un umbráculo, al jardín se le dota de una curiosa colección de plantas traída de Valencia y de un generador de vapor para alimentar un termosifón en uno de los invernaderos.

### El jardín en el primer tercio desigloXX
Entre 1907 y 1912 el Jardín vive un nuevo esplendor tras una etapa de carencias, gracias a las gestiones del director Andrés Baquero se consiguen una serie de mejoras y recursos como la obtención de colecciones de semillas del Jardín Botánico de Madrid y del Instituto Agronómico de la Moncloa, reparación y construcción de 338 tarjetones de zinc para el etiquetado de plantas, la construcción de un pabellón para las clases prácticas de botánica y la instalación de un gran invernadero, perfectamente acondicionado para plantas de estufa y la construcción de un estanque para el cultivo de plantas acuáticas y un invernadero especial para las mismas. 

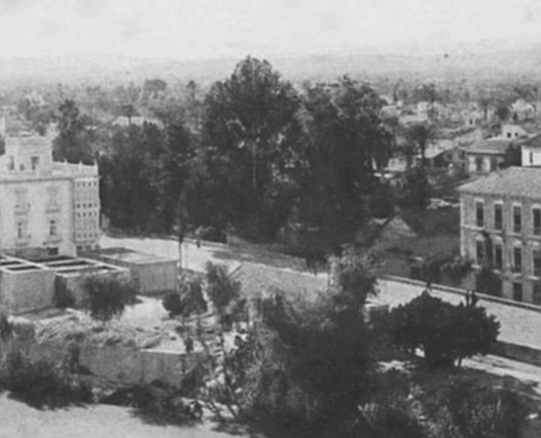
El Jardín Botánico del Instituto de Murcia junto al paseo histórico del Malecón.

Durante la Guerra Civil el Jardín fue ocupado como campamento y sus funciones cesaron. Tras la guerra hubo varios intentos de recuperar el Botánico, como los del profesor Rafael Verdú, catedrático de Ciencias Naturales. Tras el traslado del Instituto Alfonso X a su nueva ubicación el jardín cayó en desgracia y el olvido, llegando a ser hasta una sala de fiestas, "el Nairobi", derribando las instalaciones y perdiendo arbolado.

Afortunadamente, en 1974 se inició la creación de un gran parque que incluyó el antiguo Jardín botánico y los huertos aledaños al Malecón. El Jardín vivió un nuevo momento de gloria con la plantación de ejemplares de todo el mundo y la edición de un catálogo, que también incluía a los antiguos árboles supervivientes del anterior jardín y de los huertos. Desgraciadamente, las distintas corporaciones municipales no supieron implementar el gran valor de un jardín botánico y potenciaron su uso para festejos, condenándolo nuevamente a ser un lugar sin una función constructiva, siendo Murcia una de las grandes capitales de España sin un Jardín Botánico en condiciones, algo que sin duda es un desprestigio notorio, a tenor de lo que suponen las fiestas en este recinto y las imágenes que se pueden ver de basuras acumuladas y molestias de ruidos y daños a los parterres y al arbolado.

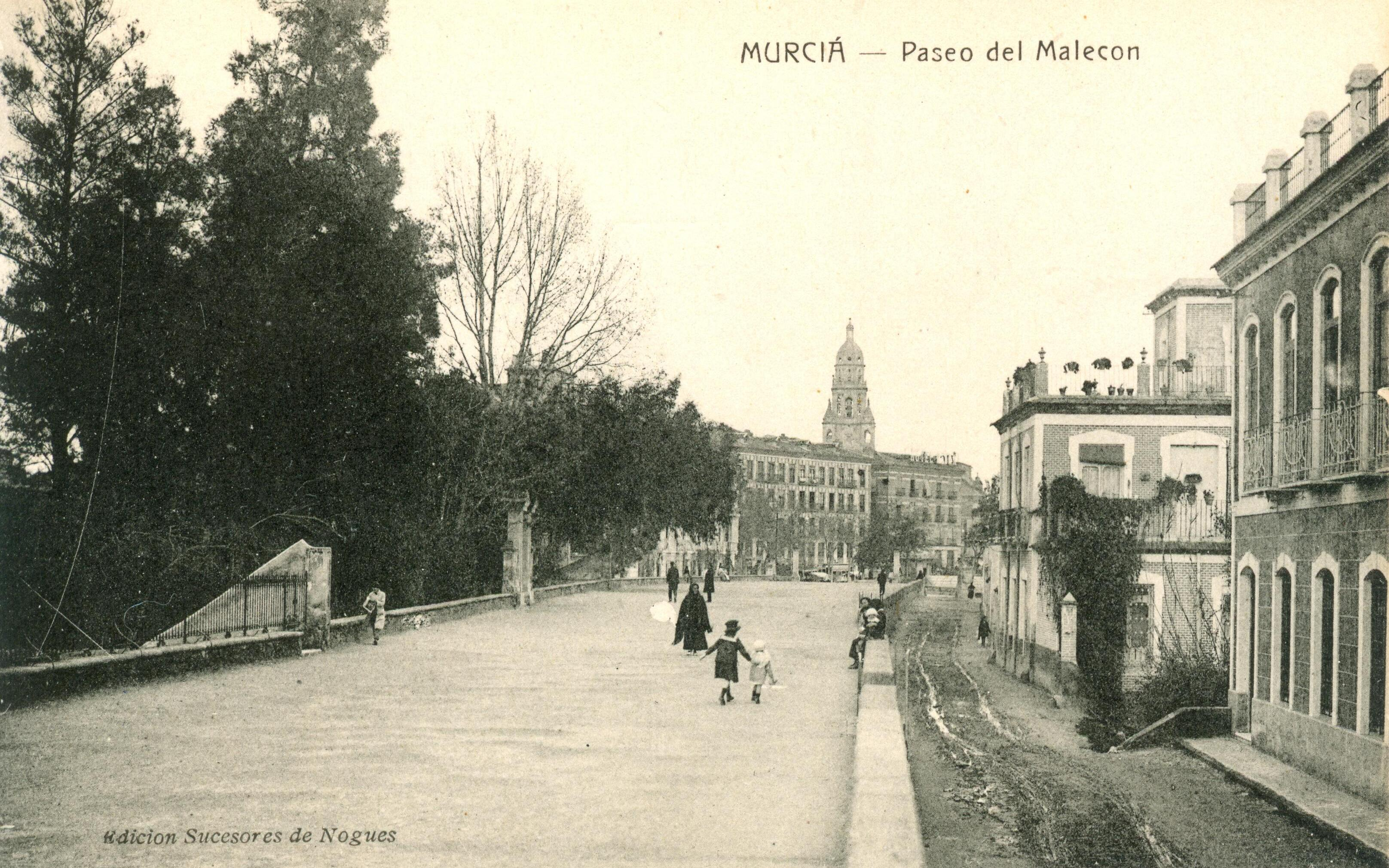
Vista del Jardín Botánico del antiguo Instituto de Murcia desde el Paseo del Malecón.

## Proyecto de los Amigos del Jardín Botánico

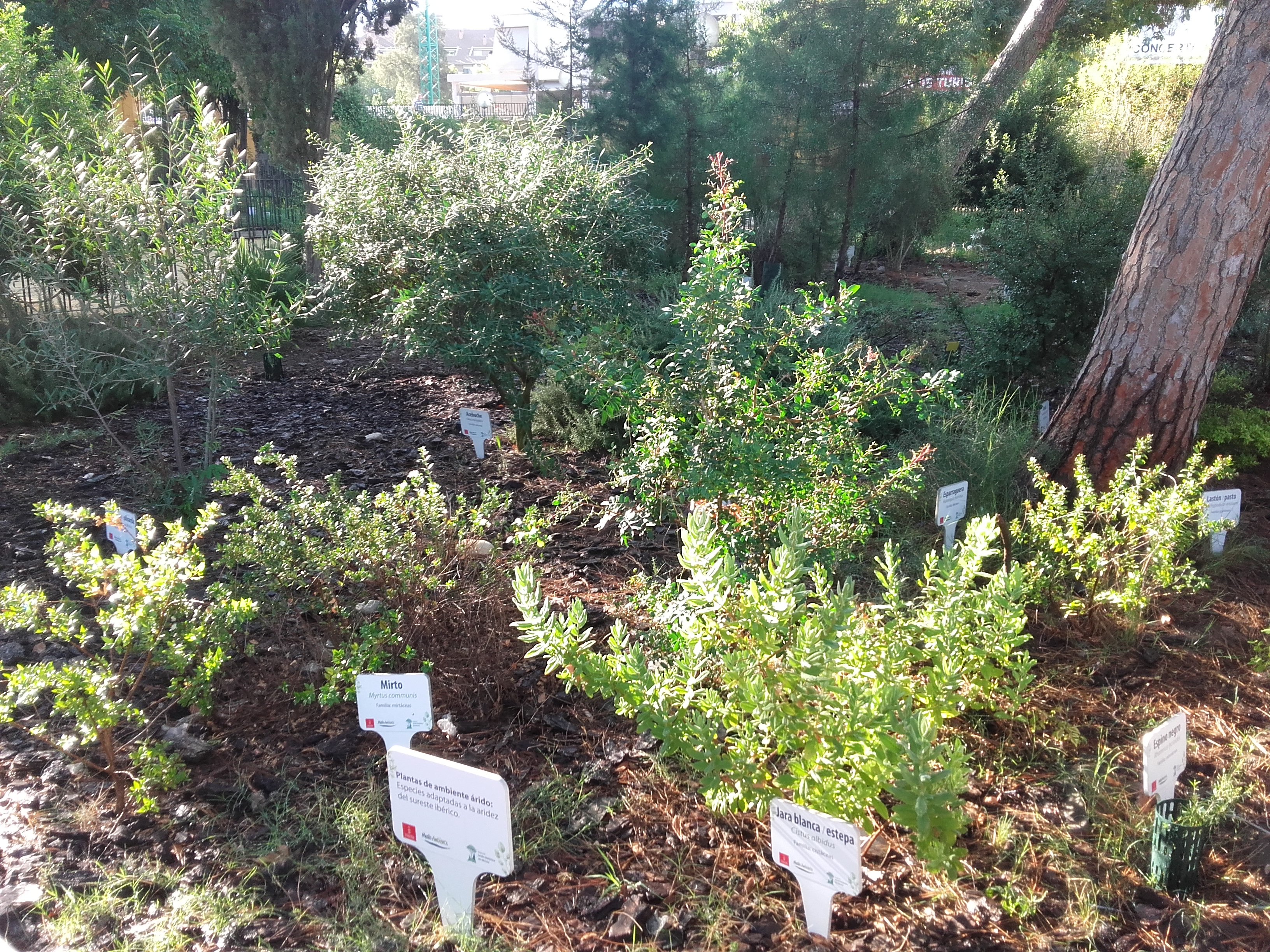

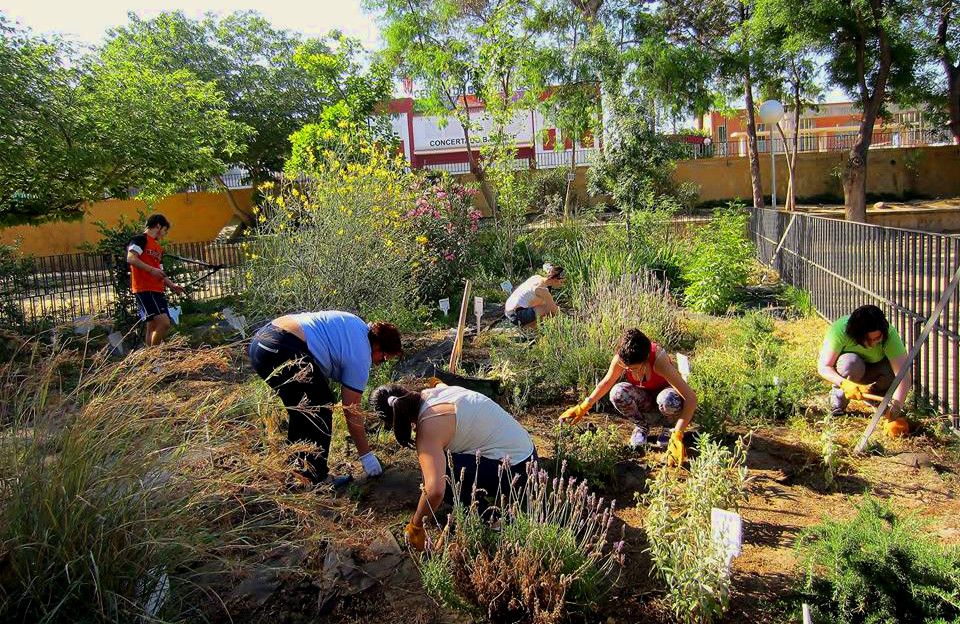

La Asociación de Amigos del Jardín Botánico de Murcia inició en 2012 un proyecto para reivindicar y proteger el legado de este espacio.
De esta forma se ha aumentado el número de especies que alberga el Jardín y se da a conocer a los visitantes la flora regional y mediterránea que hasta la fecha era minoritaria en el mismo. Para ayudar a la identificación el Ayuntamiento de Murcia facilitó carteles que se colocaron al lado de cada ejemplar con el nombre científico, el común y el de la familia a la que pertenece. Se ha tratado de incorporar a la colección especies de especial interés botánico, entre las que destaca el garbancillo de Tallante (Astragalus nitidiflorus) del que se obtuvieron 67 frutos que fueron entregados al Proyecto LIFE Conservastratragalus-MU, para su conservación en el Banco de Germoplasma de la Universidad Politécnica de Cartagena, contribuyendo a la conservación de la especie, una de las razones de ser de un Jardín Botánico. Asimismo, se incorporaron ejemplares de otras especies, como la esparraguera del Mar Menor (Asparagus macrorrhizus) y la jara de Cartagena (Cistus heterophyllus subsp. carthaginensis), aportadas por la Oficina de Impulso Socioeconómico del Medio Ambiente de la Región de Murcia.